# Vexed
Vexed è una serie televisiva britannica trasmessa sul canale BBC Two dal 2010 al 2012. In Italia è distribuita dalla piattaforma Netflix nella quale sono presenti entrambe le stagioni. È ideata da Howard Overman e ambientata in una Londra contemporanea.
La prima stagione è interpretata da Lucy Punch nel ruolo dell'ispettore Kate Bishop, e Toby Stephens nel ruolo dell'ispettore Jack Armstrong, una coppia di detective dai rapporti litigiosi. Jack è pigro e disordinato, ma affascinante, mentre Kate è efficiente e spesso esasperata dal comportamento di Jack. Il cast della stagione include anche Rory Kinnear, nei panni del marito di Kate, con il quale la donna si rivolge ad un consulente matrimoniale. Altri personaggi ricorrenti sono Naz, un eccentrico specialista della scena del crimine, e Tony, proprietario del bar nel quale i protagonisti vanno a ristorarsi.
Nella seconda stagione non ritornano Lucy Punch e Rory Kinnear. Il personaggio di Punch è stato sostituito con quello dell'ispettore Georgina Dixon, interpretata da Miranda Raison, con Nick Dunning nel ruolo di suo padre, un poliziotto in pensione.

## Trama
Jack Armstrong è un affascinante detective che lavora in un mondo fuori dal comune facendo impazzire la propria partner. Nonostante la pigrizia riesce, però, a concludere tutti i casi. 
Tipica fiction dal sapore britannico è spesso intrisa di black humor e sarcasmo.

## Episodi
| Stagione         | Episodi | Prima TV UK | Prima TV Italia |
| ---------------- | ------- | ----------- | --------------- |
| Prima stagione   | 3       | 2010        | 2019            |
| Seconda stagione | 6       | 2012        | 2019            |

## Produzione
La prima stagione è stata prodotta da Greenlit Rights Productions and the second is produced by Eleventh Hour Films. La seconda stagione è stata girata in Irlanda e a Londra.
La sigla della prima stagione è stata composta da Willie Dowling, ex tastierista del gruppo rock The Wildhearts.